# Prsnoštitasti mišić
Prsnoštitasti mišić (lat. musculus sternothyroideus) je paran mišić prednje strane vrata. Mišić je tanak i plosnat. Prsnoštitasti mišić inervira ogranak vratne petlje (lat. ansa cervicalis). 

## Polazište i hvatište
Mišić polazi sa stražnje strane drška (lat. manubrium) prsne kosti i stražnje strane hrskavice prvog rebra prema gore i hvataju se na štitnu hrskavicu.